# Chi Psi
 (juin 2021).
Si vous disposez d'ouvrages ou d'articles de référence ou si vous connaissez des sites web de qualité traitant du thème abordé ici, merci de compléter l'article en donnant les références utiles à sa vérifiabilité et en les liant à la section « Notes et références ».

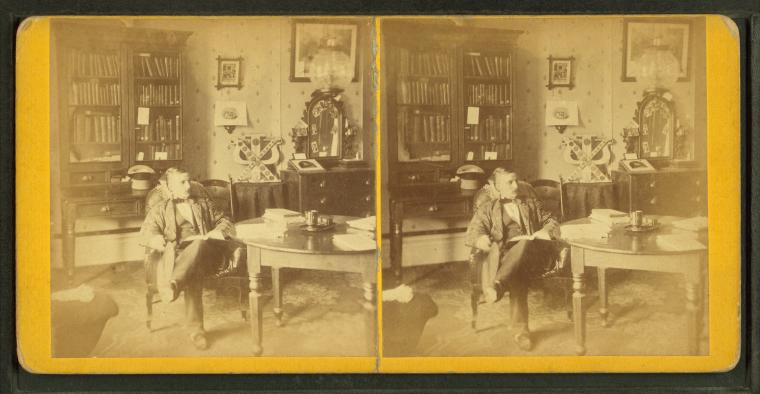
Un jeune homme portant une veste Chi Psi, à l'université Amherst, entre 1869 et 1880

Chi Psi, ΧΨ est une fraternité composée de plus de 30 branches (appelées “Alphas”) au sein des universités américaines. Elle fut fondée le jeudi 20 mai 1841 par 10 étudiants à l’Université de l’Union, avec l’idée de mettre en évidence les principes sociaux et fraternels de la fraternité. Elle fut la première organisation utilisant des lettres grecques à être fondée pour ces raisons plutôt que sur des critères littéraires comme les sept sociétés existantes à l'époque (la plus vieille d’entre elles fut Phi Beta Kappa de l’université William & Mary).
De plus, Chi Psi fut la seconde fraternité à établir une maison de la Fraternité sur le territoire américain, à l’université du Michigan en 1845, quelques mois après la branche Lambda de Beta Theta Pi. Tous les Alphas font référence à l’emplacement géographique de leurs Loges (lodges) plus que de leur Maison de la Fraternité parce que le premier emplacement de cette dernière, qui était à Ann Arbor dans le Michigan, ressemblait à une loge de chasseur. La Fraternité Chi Psi Inc. est la huitième fraternité à être fondée aux États-Unis. Fondé en 1845, Alpha Phi de l’université Hamilton est la branche Alpha la plus longtemps active aux États-Unis.
Les couleurs officielles de Chi Psi sont le violet royal (purple) et l’or. Le quartier général de Chi Psi se trouve à Nashville dans le Tennessee.

## Les Alphas actifs
En 2006, Chi Psi comprenait 31 Alphas:
- Alpha Pi  (Union College)
- Alpha Phi (Hamilton College)
- Alpha Epsilon (Université du Michigan)
- Alpha Sigma (Université de Caroline du Nord à Chapel Hill)
- Alpha Beta (Université de Caroline du Sud)
- Alpha Gamma (Université du Mississippi)
- Alpha Omicron (Université de Virginie)
- Alpha Chi (Amherst College)
- Alpha Psi (Université Cornell)
- Alpha Nu (Université du Minnesota)
- Alpha Iota (Université du Wisconsin-Madison)
- Alpha Rho (Université Rutgers)
- Alpha Xi (Institut technologique Stevens)
- Alpha Alpha Delta (Université de Georgie)
- Alpha Beta Delta (Université Lehigh)
- Alpha Delta Delta (Université de Californie, Berkeley)
- Alpha Epsilon Delta (Université Northwestern)
- Alpha Zeta Delta (Université de l'Illinois à Urbana-Champaign)
- Alpha Eta Delta (Université d'Oregon)
- Alpha Theta Delta (Université de Washington)
- Alpha Iota Delta (Institut technologique de Georgie)
- Alpha Tau Delta (Université du Sud)
- Alpha Chi Delta (Université de Clemson)
- Alpha Omicron Delta (Université Washington & Lee)
- Alpha Mu Delta (Rollins College)
- Alpha Xi Delta (Université de Texas Tech)
- Alpha Upsilon Delta (Université de Wake Forest)
- Alpha Sigma Delta (Université Duke)
- Alpha Pi Delta (Université d'État de Caroline du Nord)
- Alpha Omega Delta (Université George Mason)
- Alpha Rho Delta (Université de Miami)

## Membres célèbres
- Albert II de Monaco
- Stephen Ambrose
- Bill Belichick
- Edward S. Walker, Jr.
- Mark Bingham
- Clarence Birdseye
- Nicholas F. Brady
- Taylor Branch
- Temple Hoyne Buell
- Arne Carlson
- Roy A. Cooper
- Ross T. Dwyer
- Orville Freeman
- Melville Fuller
- David Gardner
- John Gavin
- H. John Heinz III
- Richard Helms
- Waite Hoyt
- Richard Jenrette
- Herbert Fisk Johnson III
- Samuel Johnson
- Richard Lamm
- Henry Luce
- Eric Mangini
- Jerry Mathers
- Hugh McElhenny
- Charles Edward Merrill
- John Sargent Pillsbury
- William Proxmire
- Thomas Brackett Reed
- Kenneth Roberts
- William Scranton
- Vic Seixas
- Philip Spencer (voir Affaire Somers)
- Thomas Tongue
- Jeff Torborg
- Stansfield Turner
- Richard Wilbur
- Kemmons Wilson
- Van Earl Wright
- Jamie Magee